# Comtat de Toul
El comtat de Toul fou una jurisdicció feudal de França establerta al segle X i que va existir fins a 1261 quan va passar al bisbat de Toul.

## Història
Toul potser va tenir alguns comtes funcionaris carolingis als segles VIII i IX. El 870 apareix un comte Thietmar que tenia el comtat quan aquest fou assignat a Carles II el Calb en la partició dels dominis carolingis del 8 d'agost d'aquell any; l'1 de novembre del 891 el rei i emperador Arnulf de Caríntia feia una donació a un comte anomenat Hug de Toul. El comte Eberard que governava el 28 de desembre del 927 va demanar al rei Enric I de Germània la concessió dels ingressos del comtat al bisbe i el 27 de desembre del 929, en presència d'Eberard, el rei feia una donació al bisbe.
Els bisbes de Toul devien rebre llavors els beneficis comtals i Gosselí (bisbe 922-962, després fou sant) va establir un comte que va rebre el nomenament en feu del bisbe. Aquestos comtes eren vitalicis i no hereditaris i eren designats per administrar els beneficis comtals sota domini del bisbe i no sobre territoris del bisbat que aquest tenia en feu (del comte o altres). El primer vers 930 fou Guiu (esmentat en carta del 936 com a Wido); torna a aparèixer en una carta del 966. L'hauria seguit Bérald de Vandœuvre fin el 971 quan en una carta datada aquest any ja apareix anomenat el comte Sindebald que va morir un 21 de març d'un any desconegut potser vers el 992. Va seguir Ancelí, germà de Gerard I, bisbe de Toul del 963 al 994 (després sant). Posteriorment els comtes ja seran hereditaris.
El 1186 la línia comtal es va extingir i el bisbe va infeudar el comtat a la casa de Lorena. El 1261 el darrer comte, Eudes, va vendre el comtat de Toul a son cosí Ferry III, duc de Lorena, però Gil de Sorcy, bisbe de Toul, en tant que sobirà, va rebutjar l'operació i va retirar el comtat de Toul a Ferry III, i el va agregar al domini episcopal.
Vegeu: Bisbat de Toul.

## Llista de comtes

### Carolingis
- Thietmar vers 870
- Hug vers 891
- Eberard, fins vers 929

### Vitalicis
- 930-964: Guiu, establert pel bisbe Gosselí
- 964-971: Bérald de Vandœuvre
- : casat amb Helina
- 971-992: Sindebald
- 992-1019: Ancelí, germà de Gerard I, bisbe de Toul

## Comtes héreditariss
- 1019-???? : Raimbald, senyor de Fontenoy i de Charmes-sur-Moselle, fil d'un comte Balduí no identificat

casat amb Gisla
- ????-???? : Renard I el Vell, fill
- ????-???? : Renard II el Jove, fill o germà[1]

## Casa de Dampierre
- ????-1055: Frederic I de Dampierre, senyor de Dampierre-en-Astenois (anomenat comte d'Astenois)

casat amb Gertruda, filla del comte Renard II
- 1055-1069: Arnold, deposat el 1069
- 1069-1078: Frederic II de Dampierre, fill de Frederic I i de Gertruda
- 1078- després de 1117: Renard III de Dampierre, fill

casat amb Adela (1090 † 1141), filla de Gerard I, comte de Vaudémont
- 1118-1124: Pere de Dampierre, germà (existència segura, però no se segur que fos comte)
- 1124- després de 1142: Frederic III de Dampierre, fill de Frederic II

casat amb Hedwigis de Lorena, filla de Simó I, duc de Lorena
- abans de 1149- després de 1162: Enric de Dampierre, fill
- abans de 1172-1186: Frédéric IV de Dampierre, fill

mort sense posterioritat, el comtat de Toul fou llavors infeudat a Mateu de Lorena pel bisbe.

## Casa de Lorena
- 1186-1208: Mateu de Lorena († 1208), fill de Mateu I, duc de Lorena, nebot d'Hedwigis (esposa de Frederic III)

casat el 1180 amb Beatriu de Dampierre, filla de Renard de Dampierre i d'Eufèmia. Renard de Dampierre era per part del seu pare Enric, el net de Renard III comte de Toul.
- 1208-1250: Frederic V de Lorena († 1250), fill

casat amn Agnès de Ferrette
- 1250-1261: Eudes de Lorena († 1270), fill

## Nota
1. ↑  Raimbaldus et Rainaldus major filius eius atque Rainaldus minor